# Сони, Кевин
Ке́вин Оливье́ Сони́ (фр. Kévin Olivier Soni; 17 апреля 1998, Дуала, Камерун) — камерунский футболист, атакующий полузащитник румынского клуба «Рапид» Бухарест, выступающий на правах аренды за израильский «Хапоэль» Иерусалим, и национальной сборной Камеруна.

## Карьера
Кевин является воспитанником футбольной академии французского «Бордо».
21 января 2015 года полузащитник дебютировал за основную команду жирондинцев, выйдя на замену на 87 минуте 1/16 финала Кубка Франции против ПСЖ.
Оставшуюся часть сезона Кевин провёл, выступая за вторую команду, за которую провёл 10 матчей и отметился 2 забитыми мячами.
23 августа 2015 года Сони провёл свой первый матч в Лиге 1, выйдя в стартовом составе на игру с «Лиллем».